# El ciclista solitario
El ciclista solitario es uno de los 56 relatos cortos sobre Sherlock Holmes escrito por Arthur Conan Doyle. Fue publicado originalmente en The Strand Magazine y posteriormente recogido en la colección El regreso de Sherlock Holmes.

## Argumento
Según nos cuenta Watson, a Sherlock Holmes  fue un hombre activísimo desde 1894 hasta 1901, ambos inclusive. En su brillante trayectoria como maestro de detectives, conoció muchos éxitos sorprendentes y también algunos fracasos inevitables. Como en la realidad cotidiana, no existe proporción exacta entre la dificultad y el esfuerzo exigido por los diferentes casos y los resultados obtenidos. Algunos de ellos, de fácil resolución, colaboraron sobremanera a acrecentar la fama de Holmes por la importancia de los personajes en ellos implicados. Otros, en cambio, que supusieron un gran esfuerzo para el detective, ni siquiera fueron conocidos. En algunos, por no dañar a inocentes que se vieron implicados sin tener culpa alguna, y en otros, por salvaguardar la seguridad nacional y el honor del Imperio.
La magnitud y la importancia del Imperio británico ayudó sobremanera a la creación de grandes fortunas, en circunstancias no siempre demasiado claras, por parte de valientes y aventureros personajes que alcanzaban la riqueza a costa de grandes sacrificios y con riesgo de sus vidas. Sherlock Holmes, a lo largo de su carrera, tuvo que resolver muchos casos en los que la codicia y la venganza se convertían en potentes motores de desgracia y muerte.
La codicia es la causa de la desgracia de la señorita Violet Smith, la ciclista solitaria de Charlington -como la describe Watson- que se verá involucrada en un asunto muy desagradable.
El relato comienza con la visita a Baker Street de la deliciosa señorita Smith, a la que Watson describe como "alta, esbelta y magnífica". La joven ha obtenido un empleo, sospechosamente bien pagado, como profesora de música en Farnham, en el límite del condado de Surrey, tras la aparición de unos extraños personajes. Lo que en principio parece la maniobra de un grupo de desalmados interesados en los encantos evidentes de la bella señorita Smith, resultará ser la lucha por conseguir la cuantiosa fortuna de Ralph Smith, tío de Violet. Holmes resuelve brillantemente el caso. Los malvados reciben su castigo y la dulce Violet conseguirá la felicidad junto a su pretendiente, el ingeniero Cyril Morton.